# Segelfluggelände Alsfeld

i7
i11
i13
Das Segelfluggelände Alsfeld liegt in der Stadt Alsfeld im Vogelsbergkreis in Hessen, etwa 2 km westlich des Zentrums von Alsfeld.

## Flugbetrieb
Das Segelfluggelände ist mit einer 650 m langen und 30 m breiten Start- und Landebahn aus Gras (Richtung 06/24) und mit einer 270 m langen und 30 m breiten Start- und Landebahn aus Gras (Richtung 08/26) ausgestattet. Es besitzt eine Betriebszulassung für Segelflugzeuge, Motorsegler, Ultraleicht-Luftsportgeräte (dreiachs- und gewichtsgesteuert sowie Gyrocopter), sonstige Luftsportgeräte und Flugzeuge, soweit sie bestimmungsgemäß zum Schleppen von Segelflugzeugen eingesetzt werden. Als Startarten sind Eigenstart, Flugzeugschleppstart und Windenstart zugelassen. Der Halter und Betreiber des Segelfluggeländes ist der Luftsportverein Alsfeld e. V.

## Geschichte
Der Luftsportverein Alsfeld e. V. entstand 1953 aus der Fusion von zwei Luftsportvereinen. Das Segelfluggelände Alsfeld wurde im November 1963 in Betrieb genommen.